# La mucca è savia
La mucca è savia. Ragioni storiche della crisi alimentare europea è un saggio del 2002 dello storico Piero Bevilacqua.

## Contenuti
Il libro ricostruisce la storia degli allevamenti intensivi dalla loro nascita fino al caso della mucca pazza, definito dall'autore come il «più grave ed esemplare caso di scacco dell'economia di mercato dell'ultimo mezzo secolo», risultato della progressiva trasformazione industriale degli allevamenti bovini in «ospedali zootecnici per la produzione di latte e carne su larga scala».
L'autore si sofferma a considerare come, per intensificare sempre di più la produttività, gli allevamenti siano diventati «luoghi di pena e di inimmaginabile sofferenza per milioni di esseri viventi», nonostante l'attuale società occidentale sia «la più opulenta mai apparsa nella storia» e a fronte delle ingenti spese sostenute già negli anni ottanta dalla Comunità europea per la distruzione delle sovrapproduzioni di carne, burro e latte.
L'autore illustra infine le sue «ragioni storiche contro gli Ogm», auspicando un «progressivo spostamento verso l'agricoltura biologica».

## Edizioni
- Piero Bevilacqua, La mucca è savia. Ragioni storiche della crisi alimentare europea, Donzelli, Roma, 2002. ISBN 88-7989-705-5